# Mount Deeley
Mount Deeley ist ein 2150 m (laut UK Antarctic Place-Names Committee 2155 m) hoher Berg an der Loubet-Küste des Grahamlands im Norden der Antarktischen Halbinsel. Er ragt 10 km nordöstlich der Salmon Cove auf.
Luftaufnahmen der Falkland Islands and Dependencies Aerial Survey Expedition (1956–1957) dienten seiner Kartierung. Das UK Antarctic Place-Names Committee benannte ihn 1960 nach dem britischen Geologen Richard Mountfort Deeley (1855–1954), der wichtige Untersuchungen zur Struktur und Fließeigenschaften von Gletschern durchgeführt hatte.